# ビビアン・スー
ビビアン・スー（Vivian Hsu、徐 若瑄〈シュー・ルオシュエン〉、1975年3月19日- ）は、台湾出身のマルチタレント。歌手、女優だけでなく作詞活動など幅広く活動している。身長161cm、血液型A型。世新大学経営学修士（MBA）。
1990年代には日本のバラエティ番組に出演し、愛くるしいルックスと天真爛漫なキャラクターで人気を得た。

## 略歴
1975年（昭和50年）3月19日、台湾の台中県豊原市で生まれる。父親は広東省梅県区出身の客家人、母親はタイヤル族である。
1990年（平成2年）、台湾のCTSテレビ主催「台湾美少女芸能コンテスト」でグランプリを獲得。台湾の男性アイドルグループ「小虎隊」の妹分である「少女隊」という3人組の女性アイドルグループの一員として、シングル『Merry Christmas (P.S.I Love You)』でデビュー。
1991年（平成3年）、少女隊としてのファーストアルバム『我的心要去旅行』をリリース。
1994年（平成6年）4月、映画『ビビアン・スーの恋しくて…』に出演し、香港デビュー。
1995年（平成7年）1月、台湾で出版した写真集『天使心』の日本版『Angel』が発売され、週刊誌や月刊誌への掲載によって、日本のメディアへ登場。9月15日、大阪ギャラクシーホールで日本では初のイベント。10月、テレビアニメ『バーチャファイター』のエンディングテーマ『くちびるの神話』をリリース。
1996年（平成8年）、ゴールデンタイムのバラエティ番組『ウッチャンナンチャンのウリナリ!!』（日本テレビ系）にレギュラー出演。
1997年（平成9年）、8月30日に、松竹シネマジャパネスク系の映画館にて『殺し屋&嘘つき娘』で日本映画初出演。12月、「ブラックビスケッツ」として『STAMINA』でデビュー。
1998年（平成10年）4月、ブラックビスケッツから『Timing』を発売する。オリコン、COUNT DOWN TVで初登場2位、出荷枚数は約200万枚の大ヒット。この年のCOUNT DOWN TV年間チャートでは第3位にランクイン。12月、第49回NHK紅白歌合戦に「ポケットビスケッツ&ブラックビスケッツスペシャルバンド」として初出場。日本レコードセールス大賞で新人ゴールド賞を受賞。
2001年（平成13年）、佐久間正英を中心に土屋昌巳、ミック・カーン、屋敷豪太と「The d.e.p」を結成、ヴォーカルを担当する。5月9日、「The d.e.p」からアルバム『地球的病気』を発売。
2002年（平成14年）3月、最終回のウリナリ祭りで、ブラックビスケッツが特別復活し、ブラックビスケッツの楽曲4曲全てを熱唱した。8 - 10月、PCオンラインゲーム『エターナルカオス』のイメージガールを務める。
2003年（平成15年）、元SIAM SHADEの遠藤一馬とVivian or Kazumaとして毎日放送・TBS系TVアニメ『機動戦士ガンダムSEED』のオープニング曲を歌う。作中では、声優としてアイシャの声を当てた。
2006年（平成18年）2月、持病の外反母趾が悪化し、主演映画『靴に恋する人魚』の台湾上映PR直後に台湾の病院に入院、5時間の手術を済ませ、療養しながら仕事復帰。7月、『靴に恋する人魚』公開前プロモーションのため来日。また、療養中に作詞活動を行う。9月、新アルバム『Vivi and...』を台湾で発売。香港、シンガポール、マレーシアの各国をプロモーションで廻った。
2007年（平成19年）1月下旬、主演ドラマ『天使の約束』が日本で放送される。2月から約2か月間アメリカに留学し、英語、歌やダンスなどを学ぶ。3月15日、台湾の台北市で開かれた下着メーカーのモードマリエのファッションショーに出演し「前はBカップだったけど、今はCカップに成長した」と述べる。8月、ワーナーミュージックに移籍する。10月、第20回東京国際映画祭協賛企画・2007東京・中国映画週間オープニング映画として上映された『雲水謡』に出演。
2008年（平成20年）2月、旧正月（2月7日）前あたりから父親の看病に専念するために一時的に休業するが、3月に復帰する。4月、中国各地を代表する100人の1人として、オリンピック100日記念イベントの主題歌『北京歓迎你』を歌う。5月、張惠妹の応援で林志玲（リン・チーリン）と共に来日。
2009年（平成21年）3月20日、沖縄国際映画祭にて中国映画『狙った恋の落とし方。』（映画祭邦題：If You Are The One）の舞台あいさつをするために来日、秋以降に日本語のCDを発売すると発表。
2010年（平成22年）、テレビアニメ『くるねこ』のテーマソングをきっかけに日本での活動を本格的に再開する事が決定。また、ピーター・ホーと共に上海万博のテーマソング『微笑说你好』を歌う。シングル『Beautiful Day』、『NICE AND NAUGHTY』を発売。
2011年（平成23年）、アルバム『Natural Beauty』を発売。
2014年（平成26年）2月、シンガポールの大手海運業マルコポーロ・マリン(馬可波羅海業)の二代目CEOである李雲峰（Sean Lee）と入籍したことを発表。同年6月にバリ島で結婚式を挙げ、招待客に祝福された。その後、台湾でも式を挙げたという。
2015年（平成27年）8月、シンガポールの病院で男児を出産。
2020年（令和2年）7月、映画『コンフィデンスマンJP -プリンセス編-』に出演。
2021年（令和3年）11月、体調不良のため入院したことを公表。
2022年（令和4年）12月3日、音楽特別番組『日テレ系音楽の祭典 ベストアーティスト』に出演するため、先述の映画公開挨拶以来2年ぶりに訪日した。出演は歌手としてで、同局系で1999年までレギュラー出演していた先述の『ウリナリ!!』発のユニット・ブラックビスケッツの楽曲を同番組最終回の2002年（平成14年）3月以来、約20年半ぶりに歌唱。
2023年（令和５年）12月10日、instagramにて李と離婚したことを公表。

## 学歴
- 台中市立健行国民小学卒業（Taichung JianXing Elementary School）
- 新北市立樹林高級中学卒業（New Taipei Municipal Shu-Lin High School）
- 国立台北商業専科学校附設高商補校中退（National Taipei College Of Business）
- 世新大学経営学修士（MBA）（Shih Hsin University）

## 人物
- 特技はスポーツ全般、特にボウリングの最高得点は256点。
- 好物は、抹茶アイスクリームとしゃぶしゃぶ。
- 好きな言葉は「努力」。
- 目標は、誰からも愛される歌手、女優になること。
- 北京語、台湾語、広東語、日本語、英語、韓国語を話す。
- 日本での活動期間中も何度か台湾での仕事のためにレギュラー番組を休むことがあったが、1999年（平成11年）以降は主な活動拠点を台湾に移行。
- スキューバダイビング関連会社PADIジャパンのイメージキャラクターとして、プロフェッショナルのモデルダイバーを務めたこともある。

## 出演

### テレビ

#### バラエティ番組
- 森田一義アワー 笑っていいとも!
（レギュラー出演期間は1999 - 2000年、2001年・2010年にゲスト出演 フジテレビ系）
- ウッチャンナンチャンのウリナリ!!
（レギュラー出演期間は1996 - 1999年、2000年・2002年にゲスト出演 日本テレビ系）
- 明石家出版（日本テレビ系）
- とんねるずの本汁でしょう!!（フジテレビ系）
- 優香&ビビアンのムチャ修行!（中京テレビ制作、日本テレビ系）
- 高田・久本・ビビアン 最強の料理人を探せ!!（中京テレビ制作、日本テレビ系）
- DAIBAッテキ!!（フジテレビ系）
- THE夜もヒッパレ（日本テレビ系）
- さんま・所のオシャベリの殿堂（日本テレビ系）
- 大マジカル頭脳パワー!! あなたは超クイズに必ず3回ひっかかるぞスペシャル!!（1999年1月7日、絶好調チームとして出演 日本テレビ系）
- スーパークイズスペシャル（ウリナリチームとして出演 日本テレビ系）
- 学校へ行こう!（TBS系）
- PON!（2010年8月30日、日本テレビ）
- DON!（2010年8月31日、日本テレビ）
- 歌の楽園（2011年3月6日、テレビ東京）
- 日テレ系音楽の祭典 ベストアーティスト（2022年12月3日、日本テレビ）
- おしゃれクリップ（2022年12月11日、日本テレビ)
- ヒルナンデス!（2022年12月21日、日本テレビ）

#### ドラマ
- Missダイヤモンド（1995年、テレビ朝日) - 佐伯リミ役
- 東京23区の女（1996年、フジテレビ系） - 第1回「港区の女」
- セミダブル（1999年、フジテレビ系） - 神田蘭蘭役
- バカヤロー!2000 ニッポン人の怒りが爆発する!!「オレは犬か!」（2000年、日本テレビ系）
- 雨に眠れ（2000年、TBS系） - 李安安役
- 史上最悪のデート（2000年、日本テレビ系） - デートクイーン役
- 本家のヨメ（2001年、日本テレビ系、共演：岩下志麻） - 山田のぞみ役
- Love Storm〜狂愛龍捲風〜（2003年、台湾、共演：F4周渝民、朱孝天） - 趙家樂役
- 天使の約束（中国語版）（2006年、中国、共演：胡歌）
- 恋愛兵法（2007年、中国、共演：キム・ジョンフン）
- 金田一少年の事件簿 香港九龍財宝殺人事件（2013年、日本テレビ系） - リュウ・アイビー役

#### テレビアニメ
- 機動戦士ガンダムSEED（2002年、2012年、アイシャ[13]）

#### 吹き替え
- マーヴェリック - インディアンの少女役 ※金曜ロードショー版

#### CM
- トヨタ 「イプサム」
- エースコック 「ラーメンの鉄人」「うどんの鉄人」「そばの鉄人」
- アビバ（1997年）
- 千寿製薬 「マイティアCL」（1998年）
- 大塚ベバレジ 「マッチ」（1998年 - 2000年）
- 任天堂 「マリオパーティ2」（1999年）
- セガトイズ 「プーチ」（2000年）
- ピザーラ
- DDIポケット電話
- ウテナ 「プロカリテ」
- ファブリカコミュニケーションズ（2005年）
- ダイキン工業 「うるるとさらら」（2000年）
- 資生堂 「プラウディア」（2002年）
- スリムビューティハウス（2010年）
- 花王「エッセンシャル」（2010年 - 2013年）

### 映画
- ビビアン・スーの恋しくて…（1994年、香港・台湾）
- ビビアン・スーの桃色天使（1994年、台湾）（ＤＶＤ有）
- ビビアン・スーの天使の戯れ（1995年、台湾）（ＤＶＤ有）
- ビビアン・スーの天使と悪魔（1995年、台湾）（ＤＶＤ有）
- ビビアン・スーのパイレーツの逆襲（1996年、香港）
- ビビアン・スーのロマンシング・ドラゴン（1996年、香港・台湾）
- ビビアン・スー&スーチーin恋する季節（1997年、香港）
- 殺し屋&嘘つき娘（1997年、日本）-麗華 役
- 君を見つけた25時（1998年、香港）
- ナトゥ 踊る!ニンジャ伝説（2000年、日本・インド）
- アクシデンタル・スパイ（2001年、香港）
- 一輪明月 弘一大師の生涯（2005年、中国）
- 靴に恋する人魚（2006年、台湾）
- 雲水謡（2006年、中国）2007東京・中国映画週間で上映
- 茶舞（2006年、中国）
- 背着你跳舞 （2008年、中国）
- 狙った恋の落とし方。 （2008年、中国）
- 少年星海（2009年、中国）
- コンシェンス/裏切りの炎（中国語版）（2010年、中国）
- ホット・サマー・デイズ（2010年、中国）
- ジュリエット（中国語版）（2010年、台湾）第23回東京国際映画祭で上映
- セデック・バレ 第一部 太陽旗／第二部 虹の橋（2011年、台湾）
- 白蛇伝説〜ホワイト・スネーク〜（2011年、中国、香港）
- 星の音（2011年、中国）2011東京／札幌・中国映画週間で上映
- ファッションの達人（2011年、中国）2012東京／長崎・中国映画週間で上映
- その夏に抱かれて（2014年、台湾）アジアフォーカス・福岡国際映画祭2015で上映
- 人面魚 THE DEVIL FISH（2018年、台湾） - ファン・ヤーフェイ役
- コンフィデンスマンJP -プリンセス編-（2020年、日本） - ブリジット・フゥ役
- 弱くて強い女たち（2020年、台湾） - 陳宛瑜 役
- ママボーイ（2022年、台湾） - 樂樂 役

### プロモーションビデオ
- 可愛女人（周杰倫）（2000年、台湾）
- 君が追いかけた夢（Gackt）（2003年、日本）
- Lie（Gavy N.J）（2008年、韓国）
- 因為妳是女人（呉克羣）（2012年、台湾）
- 好好（想把你寫成一首歌）（五月天/メイデイ）（2016年、台湾）

## 作品

### CD
- 少女隊名義
  - 我的心要去旅行（アルバム・1991年）
  - 偏愛你的心（アルバム・1992年）

- ビビアン・スー名義
  - くちびるの神話（シングル・1995年：『バーチャファイター』エンディングテーマ曲）
  - 共犯者（シングル・1996年：バーチャファイター2代目エンディングテーマ曲）
  - 天使・想(Xiang)（アルバム・1996年）
  - 8月のバレンタイン（シングル・1996年）
  - 天使・想（シァン）New Edition （アルバム・1998年）
  - 不敗の恋人（アルバム・2000年）
  - Beautiful Day（シングル・2010年：テレビアニメ『くるねこ』オープニングテーマ曲）
  - NICE AND NAUGHTY（シングル・2010年）
  - Natural Beauty（アルバム・2011年）
  - 天使・想（シアン） NEW EDITION + Natural Beauty（アルバム・2013年）
- 비비언 수名義
  - 天使美少女（アルバム・1996年）
- BLACK BISCUITS名義
  - STAMINA（シングル・1997年）
  - 鬪志（シングル・1997年）
  - Timing（シングル・1998年）
  - 時機（シングル・1998年）
  - Relax（シングル・1998年）
  - 輕鬆（シングル・1998年）
  - Relax〜リラックス〜(12 inch Analog) LP（シングル・1998年）
  - Bye-Bye（シングル・1999年）
  - 再見（シングル・1999年）
  - LIFE（アルバム・1999年）
  - 生機（アルバム・1999年）
- ウリナリオールスターズ名義
  - Happy Xmas -War is over-（シングル・1999年）
- Lil'Viv名義
  - MARRY ME? （シングル・2001年 ：『本家のヨメ 』エンディングテーマ曲）DREAMS COME TRUE のカヴァー。
- The d.e.p.名義
  - Mr.No Problem（シングル・2001年 ）
  - 地球的病気-We are the d.e.p-（アルバム・2001年 ）
  - ITAI（シングル・2001年 ）
  - RAINBOW / MOON SMILE（シングル・2011年 ）
- Vivian or Kazuma名義
  - moment（シングル・2003年：『機動戦士ガンダムSEED』主題歌）
  - moment remixes（シングル・2003年：『機動戦士ガンダムSEED』主題歌）
- 徐若瑄 名義
  - 大麻煩（アルバム・1998年）：BMG TAIWAN INC.
  - 不敗の恋人（アルバム・1999年）：BMG TAIWAN INC.
  - Happy Past Days（アルバム・2000年）：BMG TAIWAN INC.
  - 假扮的天使（アルバム・2000年）：BMG TAIWAN INC.
  - 愛的瑄言（アルバム・2001年）：BMG TAIWAN INC.
  - 我愛你×4（アルバム・2003年）：AVEX TAIWAN INC.
  - 狠狠愛（アルバム・2005年）：AVEX TAIWAN INC.
  - Vivi And...（アルバム・2006年）：AVEX TAIWAN INC.
  - 夢幻珍藏（アルバム・2006年）：BMG TAIWAN INC.
  - Love Vivian 新歌+精選（アルバム・2007年）：AVEX TAIWAN INC.
  - 絕對收藏:徐若瑄（アルバム・2008年）：BMG TAIWAN INC.
  - 敬女人（シングル・2014年）：Wonderful Music Co. Ltd. TAIWAN INC.
  - I'm V（アルバム・2020年）：Sony Music Entertainment Taiwan

### 写真集
- 「Angel―ビビアン・スー写真集」（撮影・陳文彬、1995年）集英社文彬
- 「Venus―ビビアン・スー写真集」（撮影・陳文彬、1996年）ぶんか社

### 著作
- 世界的日常雑記 ビビアン・スーの地球おにぎり（2000年、角川書店）
- プライバシー（2001年、TOKYO FM出版）
- ビビアン・スーの我愛Taiwan（2002年、ワニブックス）
- 我的倒頭栽人生：從女孩14到女人40，鋼鐵V的勇敢筆記（2016年、時報出版、台湾）

### 作詞
- 可愛女人（周杰倫）（2000年、台湾）
- 伊斯坦堡（周杰倫）（2000年、台湾）
- 竜巻風（周杰倫）（2000年、台湾）
- 簡単愛（周杰倫）（2001年、台湾）
- 開不了口（周杰倫）（2001年、台湾）
- 想像十個你（呉建豪）（2002年、台湾）
- 那個女生（呉建豪）（2002年、台湾）
- 愛情懸崖（周杰倫）（2003年、台湾）
- 柴米油塩醤醋茶（王力宏）（2011年、台湾）

## 慈善活動
- 2023年 現代婦女基金會 「手拉手用愛守護行動」[14]